# Tropas Auxiliares e Milícias de Portugal

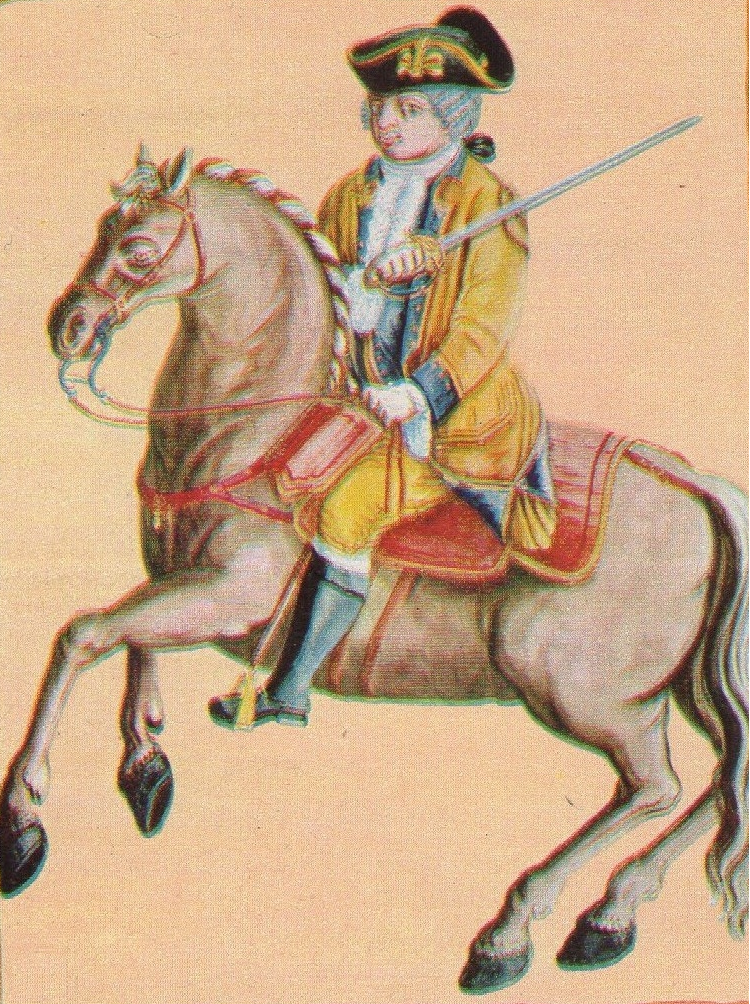
Oficial de Tropa Auxiliar. Brasil século XVIII.

Desde a Idade Média até ao século XIX, as milícias tiveram uma importância primordial na organização militar portuguesa. Na Idade Média, as milícias municipais, mantidas pelos concelhos constituíram sempre o maior componente do Exército Português, ajudando a consolidar a centralidade do poder real, dado que diminuía a importância da ajuda prestada pelas tropas senhoriais.

## Tropas Auxiliares naGuerra da Restauração
Na sequência da Restauração da Independência em 1640, e da guerra que se lhe seguiu, existiu a necessidade de reorganizar o Exército Português. Foi decidido ir buscar o plano de organização militar de D. Sebastião, que em boa parte vinha já desde D. Manuel I, embora nunca tivesse sido completamente implantado. Era uma inspiração adicional, mais do que um decalque. Na verdade, muita da organização baseava-se no que existia já no exército espanhol. Na sequência dessa reorganização, o exército passou a ser constituído por duas categorias de militares. A principal (que mais tarde, já no século XVIII, irá ser designada por 1ª linha) era constituída pelas tropas profissionais (tropas pagas, como então se dizia), organizadas essencialmente em Terços de Infantaria, Companhias de Cavalaria e Troços de Artilharia. A outra categoria eram as tropas milicianas - termo utilizado na época, que tem sido frequentemente confundido com as Milícias de épocas posteriores, que viriam a ser conhecidas, a partir do século XVIII, como tropas de 2ª linha.  No tempo da Guerra da Restauração, as tropas milicianas eram compostas pelas Ordenanças e, a partir de 1646 para a infantaria e de 1650 para a cavalaria, pelos Auxiliares. As Ordenanças compunham a 3° linha de tropas e eram usadas como reserva de recrutamento e defesa local.

Durante a Guerra da Restauração, as tropas Auxiliares começaram por não receber soldo, excepção feita aos oficiais. Mas a partir de 1657 passaram a receber o equivalente a metade do soldo das forças profissionais, quando entrassem em operações de combate. Vários terços de infantaria e companhias de cavalaria de Auxiliares passaram para o exército profissional na fase final do conflito, tornando-se tropas pagas de pleno direito.

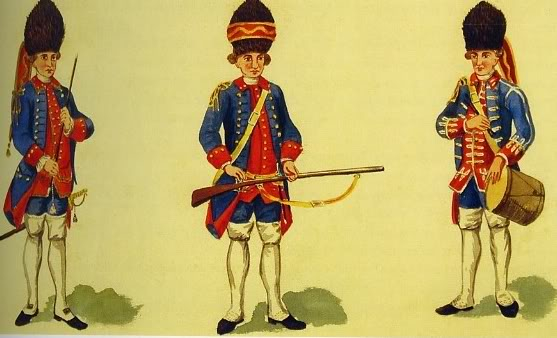
Soldados granadeiros do segundo Terço auxiliar do Porto. 1762.

Em 1793, altura em que as Tropas Auxiliares passaram a ser chamadas Milícias existiam os seguintes unidades de 2ª linha:
- Província de Trás-os-Montes:
  - Terço Auxiliar da Cidade de Bragança
  - Terço Auxiliar da Praça de Chaves
  - Terço Auxiliar de Miranda
  - Terço Auxiliar da Comarca de Torre de Moncorvo
  - Terço Auxiliar de Vila Real
- Província de Entre-Douro-e-Minho
  - Terço Auxiliar dos Arcos
  - Terço Auxiliar do Distrito da Vila da Ponte da Barca
  - Terço Auxiliar do Distrito da Vila de Barcelos
  - Terço Auxiliar do Distrito do Concelho de Basto
  - Terço Auxiliar de Braga
  - Terço Auxiliar de Guimarães
  - Terço Auxiliar do Distrito da Vila de Viana
  - Terço Auxiliar de Vila do Conde
- Partido do Porto
  - Terço Auxiliar da Cidade de Aveiro
  - Terço Auxiliar do Distrito da Maia
  - Terço Auxiliar da Cidade de Penafiel
  - Terço Auxiliar da Cidade do Porto
- Província da Beira
  - Terço Auxiliar da Comarca de Castelo Branco
  - Terço Auxiliar da Comarca de Coimbra
  - 1º Terço Auxiliar da Comarca da Guarda
  - 2º Terço Auxiliar da Comarca da Guarda
  - Terço Auxiliar da Comarca de Lamego
  - Terço Auxiliar da Comarca de Trancoso
  - Terço Auxiliar da Comarca de Viseu
- Província da Estremadura
  - Terço Auxiliar dos Coutos de Alcobaça
  - Terço Auxiliar da Comarca de Leiria
  - Terço Auxiliar de Santarém
  - Terço Auxiliar da Comarca de Setúbal
  - 1º Terço Auxiliar do Termo de Lisboa
  - 2º Terço Auxiliar do Termo de Lisboa
  - Terço Auxiliar da Comarca de Tomar
  - Terço Auxiliar da Comarca da Vila de Torres Vedras
- Província do Alentejo
  - Terço Auxiliar da Comarca de Avis
  - Terço Auxiliar de Beja
  - Terço Auxiliar da Comarca do Crato
  - Terço Auxiliar de Estremoz
  - Terço Auxiliar da Comarca de Évora
  - Terço Auxiliar da Comarca de Ourique
  - Terço Auxiliar da Comarca de Portalegre
  - Terço Auxiliar da Comarca de Vila Viçosa
- Reino do Algarve
  - Terço Auxiliar da Comarca de Faro
  - Terço Auxiliar da Comarca de Lagos
  - Terço Auxiliar da Comarca de Tavira

## Tropas Auxiliares no Brasil

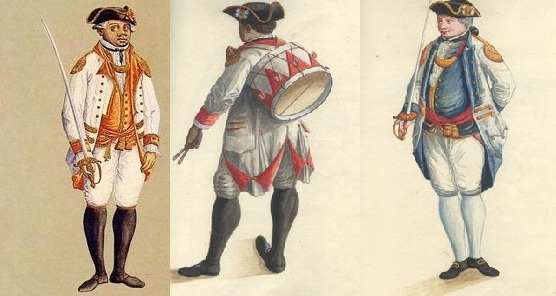
Militares dos Terços Auxiliares do Brasil colonial.

A estrutura das Tropas Auxiliares é também implementada, com as devidas adaptações locais, em vários territórios do Ultramar Português, sobretudo nos locais onde existem mais residentes de origem portuguesa e onde, consequentemente, a organização social local segue mais de perto o modelo da Metrópole. De todos os territórios ultramarinos, é no Brasil que o sistema de Tropas Auxiliares irá atingir seu maior desenvolvimento.

## Milícias naGuerra Peninsular
Em 1793, as antigas Tropas Auxiliares, foram reorganizadas, passando a chamar-se Milícias. Na organização do Exército de 1806, o país foi dividido em 3 Divisões Militares Territoriais, por sua vez divididas em 24 distritos de recrutamento. A cada um desses distritos correspondiam 1 Regimento de infantaria de 1ª linha, 2 regimentos de milícias e 1 brigada de ordenanças. Além disso foram criados alguns regimentos não integrados. Assim, ficaram a existir as seguintes unidades de milícias:
- Milícias da Divisão do Norte:
  - Regimento de Milícias de Bragança
  - Regimento de Milícias de Chaves
  - Regimento de Milícias de Miranda
  - Regimento de Milícias de Vila Real
  - Regimento de Milícias dos Arcos
  - Regimento de Milícias da Barca
  - Regimento de Milícias de Barcelos
  - Regimento de Milícias de Basto
  - Regimento de Milícias de Braga
  - Regimento de Milícias de Guimarães
  - Regimento de Milícias de Viana
  - Regimento de Milícias de Vila do Conde
  - Regimento de Milícias da Feira
  - Regimento de Milícias da Maia
  - Regimento de Milícias de Penafiel
  - Regimento de Milícias do Porto
- Milícias da Divisão do Centro
  - Regimento de Milícias de Alcácer do Sal
  - Regimento de Milícias de Leiria
  - Regimento de Milícias da Lousã
  - Regimento de Milícias de Santarém
  - Regimento de Milícias de Setúbal
  - Regimento de Milícias de Soure
  - Regimento de Milícias de Torres Vedras
  - Regimento de Milícias do Termo da Corte, do Lado Ocidental
  - Regimento de Milícias do Termo da Corte, do Lado Oriental
  - Regimento de Voluntários Reais de Milícias a Pé de Lisboa Ocidental
  - Regimento de Voluntários Reais de Milícias a Pé de Lisboa Oriental
  - Regimento de Milícias de Coimbra
  - Regimento de Milícias de Aveiro
  - Regimento de Milícias da Figueira da Foz
  - Regimento de Milícias de Oliveira de Azeméis
- Milícias da Divisão do Sul
  - Regimento de Milícias de Avis
  - Regimento de Milícias de Beja
  - Regimento de Milícias de Évora
  - Regimento de Milícias de Portalegre
  - Regimento de Milícias de Vila Viçosa
  - Regimento de Milícias de Lagos
  - Regimento de Milícias de Tavira
  - Regimento de Milícias de Arganil
  - Regimento de Milícias de Arouca
  - Regimento de Milícias de Castelo Branco
  - Regimento de Milícias da Covilhã
  - Regimento de Milícias da Guarda
  - Regimento de Milícias de Idanha-a-Nova
  - Regimento de Milícias de Lamego
  - Regimento de Milícias de Tondela
  - Regimento de Milícias de Trancoso
  - Regimento de Milícias de Viseu
- Milícias não integradas em Divisões
  - Regimento de Voluntários Reais de Milícias a Cavalo
  - Regimento de Cavalaria dos Voluntários Reais do Comércio
  - Regimento de Infantaria dos Voluntários Reais do Comércio
  - Batalhão de Artilheiros Nacionais de Lisboa Oriental
  - Batalhão de Artilheiros Nacionais de Lisboa Ocidental
  - Batalhão de Caçadores Nacionais de Lisboa Oriental
  - Batalhão de Caçadores Nacionais de Lisboa Ocidental
  - Batalhão de Voluntários Reais do Porto

## Milícias nasGuerras Liberais
A organização das milícias manteve-se durante a guerra civil entre Liberais e Miguelistas, havendo unidades dos lados dos dois contentores.
No Exército Miguelista, às milícias normais, foi acrescentado um escalão constituído apenas por voluntários, denominado "Corpo de Voluntários Realistas".
Já no Exército Liberal foi criado um corpo voluntários, denominado "Voluntários Nacionais".

## Milícias no Regime Liberal
Depois da implantação do Regime Liberal, as Milícias foram reorganizadas e transformadas na Guarda Nacional, agora com a função fundamental de segurança pública e de defesa do novo regime.

## Milícias no Estado Novo
Depois da extinção da Guarda Nacional, Portugal só voltou a ter uma organização oficial de milícias, já no século XX, durante o Estado Novo, a Legião Portuguesa. A Legião Portuguesa estava, como a Guarda Nacional, vocacionada para a defesa do regime, mas nunca teve a importância daquela, nem das milícias suas antecessoras.